# Pygmej
Pygmej (2009) je román amerického spisovatele Chucka Palahniuka vydaný v roce 2009, zachycující příběh mladého studenta na výměnném pobytu, který byl vychován v blíže neurčené komunistické zemi a nenávidí Ameriku. Tak jako všechna Palahniukova díla je i toto plné kritiky společnosti, v tomto případě zejména šovinismu západního světa, egoismu a boji předsudků obou stran. Nezapomíná se opět pouštět do kritiky církve (i když ne tak silně jako v románu Program pro přeživší), vysmívá se i americkému školství.
Příběh má ponurý nádech, nicméně stejně tak obsahuje černý a cynický humor, který je Palahniukovi vlastní. V tomto případě se autor pustil do experimentálního stylistického psaní, neboť celá kniha je psána (jako obvykle) v první osobě, tudíž se snaží Palahniuk napodobit jazyk mluvu i vnitřní monology člověka, který se snaží postihnout realitu jazykem, který mu není mateřský. Proto se často uchyluje k věcnému pojmenování významu věcí a věty působí stroze, emočně chladně. Zároveň se tím snaží čtenáře přiblížit pocitům hlavního hrdiny, jehož charakteru tento jazyk napomáhá.

## Děj románu
Adolescentní pygmej přijíždí z blíže neurčené komunistické země do USA na výměnný pobyt. Je určen do hostitelské rodiny Cedarů, která čítá obtloustlého otce pracujícího v radioaktivních laboratořích, pohublou matku, drzého syna a přitažlivou dceru. Hned po příjezdu je mu navléknuto tričko s nápisem „Patřím Ježíšovi“ a dostává slib Cedarů, že se z něj pokusí udělat Američana, i kdyby je to mělo stát život. Hlavní hrdina, který zůstává během celého příběhu nejmenován, jen je mu okolím přidělena přezdívka Pygmej, je následkem tvrdého speciálního výcviku ve své domovině vzdělán v oblasti zbraní, chemikálií a bojových umění a má v jedné stoličce voperovánu dutinu obsahující kyanidovou kapsli.
Pygmej si s sebou přináší i značné množství předsudků. Ačkoliv ho Cedarovi přijmou vřele, syn jeví už od začátku blíže neurčený odpor. Pygmej se postupně seznamuje se světem Spojených států, který mu byl a stále zůstává cizí. Obstarožní vítačku ve Wal-Martu oslovuje jako „ctihodnou hnijící mrtvolu, kterou brzy čeká zánik“ a žádá ji o radu, ve kterém oddělení obchodu se dají sehnat střelné zbraně. Během bloudění mezi regály spatří blonďatého agresora, Trevora Stonefielda, jak násilně získává od Pygmejova „hostitelského bratra“ značnou sumu peněz. Když odejde a bratr se sebere z kaluže krve, prochází spolu s Pygmejem obchodem. Dělá si z nic netušícího Pygmeje legraci, ukazuje mu na psa ve zverimexu a říká, že to je hovězí, později jej posílá na toaletu s vysvětlením, že jde o pánské lázně a uvnitř mís se nachází nejčistší pitná voda. Od té doby je Pygmej cítit záchodovými přípravky. Na toaletách v obchodě Pygmej potkává Trevora. Ten se do něj přirozeně naváží a má tendenci k agresivitě. Pygmejovi nedá příliš práce jej mocnou bojovou technikou poslat k zemi. Následuje nejhorší ponížení, jaké se může muži přihodit, a totiž znásilnění, které Pygmej vykoná bez homosexuálních tendencí, pouze jako výraz převahy jednoho nad druhým. Po konci akce odebírá Trevorovi peníze, do nichž si otře úd a vkládá si je do kapsy. Později je vrací hostitelskému bratrovi bez bližšího vysvětlení. Trevor zůstává na toaletách, ponížený a vysílající k Pygmejovi nadávky a výhrůžky smrtí.
Cedarovi jsou pobožná rodina, otec je příležitostným zástupcem kazatele, není proto divu, že i Pygmej je přiveden do kostela. Setkává se zde s podezřelým reverendem Tonym, stejně jako s ostatními studenty výměnného pobytu, kteří přiletěli spolu s ním a stejně jako on prošli od dětství tvrdým výcvikem. Všichni operativci s tajným úkolem. Pygmej je představen již známé obstarožní ženštině z Wal-Martu, jmenuje se Doris Lillyová a pomáhá reverendu Tonymu. K tomu již od začátku Pygmej přistupuje jako ke sluhovi náboženské propagandy, poskoku satana, a dává mu to zřetelně najevo. Tyto projevy jsou přejity a posouzeny za nedokonalou znalost angličtiny. Pygmejova někdejší komunistická spolužačka, operativec Magda, dnes má být pokřtěna ponořením do kádě s vodou. Rituál probíhá do okamžiku, kdy se ve vodě začne bránit a Tonyho stáhne za sebou do vody, přičemž mu pochroumá krk. Je přítomen i Trevor, jehož značná zranění v obličeji a nepřítomný pohled zůstávají připomínkou záchodové události. Pygmej pozoruje honosné zdobení kostela a nerozumí uctívání mrtvé sádrové sochy přibité na skřížená prkna. Na kolující tác na příspěvky přidá hrst Trevorovými fekáliemi upravených bankovek, které stejně jako ostatní peníze odcizí jeden z kolegů operativců.
Cílem operativců je Operace: Zkáza. Její součástí je snaha, aby každý operativec zplodil napůl americké dítě. Bohužel, Pygmej a ostatní operativci, kteří své protějšky vnímají jako semenné zdroje, případně nádoby na uložení semene, s tímto přístupem, kdy přichází za jednotlivými potenciálními sexuálními partnery a upřímně je oslovují s cílem souložit, nepořídí.
Pygmej nastupuje na místní střední školu. Prochází hlubokým rozčarováním, co se amerického školství týče. Nechápe smysl sborového zpěvu, který degraduje lidskou popěvky o ženících se komárech, ani ostatní předměty. Nechápe, proč se tyto zbytečnosti musí přetrpět, než dojde k výuce užitečných věcí, jako je chemie. Ze strany spolužáků se setkává s posměchem a urážkami, zejména když při každém vstupu učitele do třídy recituje pozdrav, kterým mu vzdává úctu za moudrost, kterou žákům poskytuje. Tak jak byl zvyklý doma. Setkává se zde i s Trevorem, který s ním nutně potřebuje mluvit. Trevor mu říká, že se do něj zamiloval. Že nikdy nezažil takovou vášeň, jako ve Wal-Martu a že touží s Pygmejem být. Pygmejovi je jasné, že je to jen příklad Stockholmského syndromu, ale Trevor to není ochoten přijmout, trvá na svých citech.
Pygmej postupně začíná chápat chod domácnosti u Cedarů. Faktickou moc mají děti, neboť jim nedělá problém rodiče zdrogovat chloroformem a dělat si co chtějí. V případě hostitelské sestry to znamená vyjmout otci umělé oko a vypůjčit si jeho legitimaci, s jejichž pomocí se dostane do laboratoře v práci a nakrade si potřebný materiál pro školní vědecký projekt. Ten souvisí zase s matkou, neboť ta pořádá v suterénu domu Cedarových se svými přítelkyněmi zkoušení vibrátorů a tyto orgasmické seance, byť jsou členy rodiny již přijímány jako samozřejmost, způsobují nedostatek baterií do spotřebičů.
Na škole se odehrávají i „mimoškolní“ akce, například studentské zasedání Spojených národů. Teoreticky se každý oblékne do typického oblečení zastupovaného státu a debatuje se mezi studenty o globálních problémech a výměně surovin. V praxi to vypadá tak, že dívky jsou ve vyzývavých verzích úborů, které si nějak spojují se zastupovanou zemí a velmi blízce se kamarádí se zástupci jiných států. Americké děti mají tendenci zastupovat státy třetího světa v domnění, že je mohou nějak obhájit, nějak jim pomoci. Všichni Američané mají pocit, že jejich svět je nejlepší a že pokud má někdo zachránit rozvojové země, jsou to právě oni. Tak se také stalo, že nikdo nechtěl zastupovat USA. Ačkoliv se to Pygmejovi nelíbilo, na přání hodné a čím dál sympatičtější hostitelské sestry se toho ujal. Právě jeho hostitelská sestra je ta, která se mu věnuje a stávají se kamarády. A čím dál více se mu zdá jako dobrá potenciální nádoba na semeno s cílem zplodit občana.
Na Spojených národech vše probíhá v přátelském duchu. Operativci, stejně jako ostatní, jsou oblečeni do krojů a domněle typických národních obleků zastupovaných zemí. Jenže na rozdíl od většiny ostatních projevují tendenci opravdu probírat mezinárodní politiku a zabývat se diskuzí o skutečných problémech. Zbytku osazenstva se to ale nezdá, takže ve většině to končí výměnou slin zástupců různých zemí a jejich třením o sebe. Alkoholické posilnění není výjimkou. Příjemně se rozvíjející mezinárodní spolupráci však naruší výstřely. Trevor Stonefield, vyzbrojený pistolí, pálí bezhlavě do spolužáků a zabíjí každého, kdo se mu postaví před hlaveň. Masakru učiní přítrž Pygmej, který, veden svým výcvikem, provede zlomení vazu útočníka.
Z Pygmeje se stává hvězda. V televizi je oceňován, spolužáky je milován a dívkami žádán. Každý ho chce v týmu na vybíjenou, každý chce podpis. Nikdo netuší, že k zoufalému činu zlomeného odmítnutého Trevora dohnal právě on. To se potvrdí později v soukromí, kdy Pygmej dostane do rukou Trevorův dopis na rozloučenou, který dá hostitelskému bratrovi Trevorova matka na pohřbu. Pitva mimo jiné prokáže nedávné Trevoro znásilnění, obviněn a zatčen je však Trevorův otec. Je hostitelským otcem vychvalován v dlouhém monologu na dalším setkání církve a právě tam je přednesena otcova touha legálně jej adoptovat za právoplatného syna.
Každý mužský spolužák by se rád naučil bojové techniky tak dobře, jako Pygmej a tak je o to často žádán. Pygmej využije situace a slíbí spolužákům trénink, pokud mu poskytnou každý nějakou věc. Nikdo netuší, že dohromady by tyto suroviny měly umožnit složení zbraně hromadného ničení.
Hostitelská sestra má ve zvyku po nocích někam utíkat, vždy černě oděná. Když se přizná, že je špionka, která díky otcově zaměstnanecké kartě a umělému oku krade materiál na svůj vědecký projekt, získává Pygmejův zájem. Netrvá proto dlouho, než Pygmej při večeři (ten den vaří on a připraví jídlo, o kterém mu bratr ve zverimexu řekl, že je to hovězí) zdroguje rodinu (chloroform získá od hostitelského bratra výměnou za trénink), vyjme hostitelskému otci umělé oko a jde si do laboratoře nakrást materiál pro uskutečnění Operace Zkáza.
Během školního večírku, taneční zábavy pořádané v tělocvičně, je Pygmej vyzván kolegyní operativcem k tanci. Během tance je obklíčen ostatními operativci, kteří mají pocit, že zradil poslání Operace Zkáza. Operativci na něj hromadně zaútočí, Pygmej je však schopen se útokům vyhýbat a vykrývat je s takovou grácií, že si přítomní američtí studenti myslí, že nejde o boj, ale o nějaký etnický tanec a začínají jej napodobovat. Takto tančící dívky pak obestoupí Pygmeje a znemožní ostatním operativcům další útok.
Pygmej v laboratoři ukradl nervový toxin, s jehož pomocí chce uskutečnit plán. Nejprve se vloupá do kostela, kde chce vyzkoušet jeho účinek. Je načapán reverendem Tonym, který tajně oplodnil Magdu, kolegu operativce. Pygmej Tonyho, sluhu náboženské propagandy a šovinistické křesťanské sleposti, toxinem zabije. Později se dozvídáme, že Tony kdysi znásilnil hostitelskou sestru.
Operace Zkáza má jasný plán. Vyhrát studentskou vědeckou soutěž, dostat se se svým projektem na celostátní finále do Washingtonu a spustit zabíjení v hlavním městě. Agent musí svůj život obětovat, v případě nutnosti mu k tomu pomůže kyanidový zub. Ačkoliv je Pygmejův projekt vytvořen, zbývá ještě sabotovat projekty ostatních studentů. Zejména v případě hostitelské sestry, která vyvinula extrémně sofistikovaný vibrátor, je to nezbytné. Když však vibrátor (po předchozí Pygmejově úpravě) vzplane, začne poskakovat po sále a plivat na přítomné kusy rozžhaveného plastu, je za vítěze vybrán Pygmej, ačkoliv jeho projekt není nijak zázračný. Jako jediný ale drží pohromadě, ostatní se po zásahu operativců většinou rozpadly nebo ztratily funkci. Po soutěži se hostitelská sestra dozvídá o tom, že je otec zavřený ve vězení. To jeho noční vstupy do laboratoří byly zaznamenány a odcizení neurotoxinu z laboratoře bylo připsáno jemu.
Pygmej se svým projektem, všichni operativci a plno Pygmejových fanoušků z řad studentů, dokonce i Doris Lillyová, ti všichni jedou do Washingtonu na finále vědecké soutěže. Ještě před odjezdem se hostitelská matka s Pygmejem loučí objetím a pusou. Ve dveřích letadla se ještě Pygmej otočí a na poslední chvíli se běží ještě jednou rozloučit.
Pygmejův vědecký projekt je fakticky bedna obsahující na konkrétní dobu nastavený mechanismus způsobící vystřelení v kostele nakradených bankovek do vzduchu, nad všechny přítomné. Každá bankovka má být pokryta neurotoxinem. Jak budou bankovky putovat z ruky do ruky, mají postupně zahubit celé Spojené státy. Vlastní hamižnost a diktatura peněz má Američany zahubit. Když na soutěži objeví i hostitelská sestra, Pygmej ji přesvědčuje, aby odešla. Ta mu ale chce oplatit příkoří a chce sabotovat jeho projekt. V tu chvíli se ale objeví Doris Lillyová, která navzdory své chatrně působící postavě zaútočí na hostitelskou sestru, aby jí v tom zabránila. Doris je odhalena jako agent-krtek z Pygmejovy domoviny, který má dohlédnout na uskutečnění plánu asimilován americkou společností. Pygmej sestru brání, ale na stranu Doris se přidávají ostatní operativci. Hostitelská sestra vytahuje porouchaný vibrátor, který uvedením do chodu opět hází jiskry a kusy rozžhaveného plastu, které značně znepříjemňují útok operativců. Na pomoc Pygmejovi se objevil hostitelský bratr (kterého Pygmej učil boj), jemuž zase pomáhá operativec těhotná Magda. Bratr a Magda společně zabijí Doris. Když si bitky všimnou ostatní přítomní, okamžitě se vydají Pygmejovi na pomoc. Američané přemůžou všechny operativce. V tu chvíli dochází k explozi a do vzduchu vyletí oblak bankovek z Pygmejova exponátu.
Peníze ale nebyly potřené toxinem. Pygmej se rozhodl rezignovat. Nechce obětovat život ve prospěch, akce, zradil své kolegy, plán a národ. Zájem hostitelské sestry, který se nakonec projevil, ho přesvědčil ukončit dosavadní život. Zatímco ostatní operativci byli zadrženi federální vládou, otec Cedar byl osvobozen. Pygmej se přiznal ke znásilnění Trevora Stonefielda. Magdino dítě bylo analýzou DNA určeno jako dítě hostitelského bratra. A Pygmejovi byla lékařsky vyjmuta kyanidová stolička.
V průběhu příběhu se skrze pohledy do minulosti setkáváme s výcvikem mladých operativců. Ti byli ve čtyřech letech, stejně jako ostatní děti, podrobeni náročnému testu s cílem předurčit jejich další kariéru. Pygmej a ostatní operativci, kteří přiletěli do USA, byli shledáni vhodnými adepty k tréninku špionáže, ovládání zbraní, výroby výbušnin a silné protiamerické propagandě. Byli odebráni rodičům a skrze fotografie masakrů, které jim byly ukazovány jako pozůstatky bombových útoků Američanů, se učili nenávidět Západ. Když se někteří z nich v době puberty na vojenské přehlídce setkali se svými rodiči, o kterých jim bylo řečeno, že jsou mrtví, ani je nepoznali. Operativci se cvičili v chladnokrevnosti a lásce ke státu a službě jemu. Proto Pygmej nebyl s to pochopit, že v USA mladí lidé nic takového necítí. Operativci se snažili být spolehliví, ne však výrazně lepší než ostatní. Jeden velmi nadaný student byl proto již během výcviku zastřelen instruktorem, nikdo by se neměl snažit být středem pozornosti a prezentovat se jako nejlepší. Všechny tyto věci měly operativce připravit na Operaci: Zkáza, za jejímž účelem byli do USA vysláni.
Pygmejova osobnost se postupně proměňuje. Vidíme jeho postupný přerod v Američana, změnu myšlení. Přestává postupně uvažovat a kritizovat vše americké kolem sebe a začíná to přijímat. Dokonce uvažuje o tom, jaký má jeho akce smysl a co bude, až bude po ní. Až splní úkol, jehož přípravě vlastně věnoval celý život, tak co bude dál. Ačkoliv i během výcviku ve své domovině byl o něco citlivější než ostatní operativci, postupně se v něm city projevují naplno. Když se hostitelská sestra objeví ve Washingtonu, snaží se ji přesvědčit k opuštění lokality, dokonce jí prozradí, co se má přihodit. Stejně tak před odchodem do radiologického ústavu, když je celá rodina v bezvědomí, spící sestru hladí a líbá. Je si vědom, že není žádný problém pokročit v plánu a oplodnit ji, ale neprovede to. Cítí, že k tomu potřbeuje souhlas, že ona to nevnímá jako službu státu. V Americe zkrátka agent prožívá lásku a náhradu rodiny (jeho chování před odletem na finále soutěže tomu napovídá), která je jistě jednou z příčin jeho psychické změny. A i jedním z důvodů, proč příběh končí tak, jak končí.